# Etiopski znakovni jezik
Etiopski znakovni jezik (ISO 639-3: eth), znakovni jezik ili više jezika gluhih osoba Etiopije. Osnovne škole za gluhe postoje izgleda od 1956., a od 1971. uči se u osnovnim i srednjim školama.
Suvremeni etiopski znakovni jezik svoje korijene ima u američkom znakovnom jeziku s nešto nordijskog utjecaja. Broj korisnika iznosi oko 1 000 000.

## Vanjske poveznice
- Ethnologue (14th)
- Ethnologue (15th)
- Sign Language News At Addis Ababa University